# Flavien Ranaivo
Flavien Ranaivo est un poète et journaliste malgache né le 13 mai 1914 à Arivonimamo et mort le 20 décembre 1999 à Troyes en France.
Découvert par Léopold Sédar Senghor (« Il prend la poésie malgache d'expression française au point précis où l'avait laissée Rabearivelo et lui fait franchir un pas décisif »), il s'affranchit des influences françaises pour adapter, voire traduire, la poésie populaire malgache (hain-teny). Ses courts poèmes associant humour et sagesse, proverbes et symboles, s'apparentent parfois à de véritables devinettes.